# Diego Ramírez (zapaśnik)
Diego Reinaldo Ramírez Florentin (ur. 8 lutego 1990) – paragwajski zapaśnik walczący w stylu wolnym. Zajął dziesiąte miejsce na igrzyskach panamerykańskich w 2019. Brązowy medalista mistrzostw panamerykańskich w 2019 roku.